# Альвариньо, Мигель
Мигель Альвариньо Гарсия (исп. Miguel Alvariño Garcia; 31 мая 1994, Галисия) — испанский спортсмен, стрелок из лука. Чемпион в индивидуальном первенстве и серебряный призёр в командном первенстве Европейских игр 2015 в Баку.

## Карьера

### Чемпионат мира 2015
На квалификации индивидуального первенства показал результат 649 и был посеян 22-м. В первом раунде победил малайзийского стрелка Атик Базил Бакри со счётом 7:1. Во втором раунде одолел болгарина Явора Христова — 6:2. В третьем раунде уступил стрелку из Индии, Мангал Сингху, со счётом 4:6
Также принял участие в командном первенстве, где играл в одной команде с Антонио Фернандесом и Хуаном Игнасио Родригесом. Показав 8-й результат, испанцы в первом раунде попали на немцов и одолели их со счётом 5:4. Во втором раунде не смогли переиграть стрелков из Южной Кореи и уступили им с результатом 1:5.

### Европейские игры 2015
На квалификации Европейских игр 2015 в Баку с результатом 666 был посеян 12-м. Начал турнир с победы над греком Александросом Карагеоргиу — 6:4. В 1/16 финала одолел бельгийца Робина Рамейкерса — 6:0. В 1/8 финала победил немецкого стрелка Флориана Каллунда — 7:3. В четвертьфинале при помощи тай-брейка одолел украинского представителя Георгия Иваницкого. В полуфинале со счётом 7:3 обыграл поляка - Славомира Наплошека — 7:3. В финале победил нидерландского стрелка Шефа Ван ден Берга со счётом 7:1 и закончил выступление с золотой медалью.
Также Альвариньо принял участие в командном первенстве, где как и на чемпионате мира 2015 выступал на пару с Антонио Фернандесом и Хуаном Игнасио Родригесом. Показав седьмой результат среди сборных, испанцы в 1/8 финала попали на турок и обыграли их со счётом 5:3. В четвертьфинале были повержены белорусы - 6:0. С счётом 5:4 испанцы одолели французов в полуфинале. В финале с таким же счётом уступили украинцам и в конечном итоге взяли серебряные медали.

### Летние Олимпийские игры 2016
На квалификации летних Олимпийских игр 2016 в Рио-де-Жанейро с результатом 651 был посеян 44-м. Начал выступление с победы на стадии 1/32 финала против француза Лукса Даниеля, которого победил со счётом 6:0. В 1/16 финала уступил корейскому стрелку Ли Сын Юну В общем итоге Альварино занял 17-е место.